# Радка Дойнова
Радка Дойнова Димитрова е сред основателите на детската кардиология в България. Професионалният ѝ път е свързан с началото на две нови специалности – детската кардиология и кардиохирургия в България.

## Биография
Родена е в семейството на Ганка Денчева Топалова и Дойно Иванов Топалов в сегашния най-източен квартал на Габрово – Беленците, разположен на южен предпланински скат, в подножието на който тече река Овчарка и до днес наричана още Жълтешката река. Има по-малка сестра Денка Дойнова, с която са неразделни през годините. Особено ги сближава ранната смърт на баща им Дойно (1907 – 1949), само на 42 години. В негова памет Д-р Радка Дойнова използва бащиното си име в професията.
Завършва основно образование в училище „Христо Ботев“ в кв. „Бичкинята“ на Габрово, а средно образование в Априловската гимназия от 1946 до 1950 година.
Приета е за студентка в Медицинската академия в София през лятото на 1950, точно когато Медицинският факултет на Софийския университет се превръща в отделно висше учебно заведение – Медицинска академия, с първи ректор проф. Марко Марков (съдебен медик).
Нейни преподаватели са били академик Методи Попов, проф. Александър Спасов, академик Димитър Ораховац, проф. Владимир Марков, проф. Димитър Каданов, проф. Асен Хаджиолов и много други изтъкнати учени и медици.
Д-р Радка Дойнова има 2 брака: с Никола Атанасов Николов, инженер от 1951 до 1962 и с Георги Любомиров Димитров, дипломат от 1962 – 2003. Три деца: Дочка Стаменкова, инженер (р.1952), Мария Стефанова, журналист и медиен експерт (р. 1964) и д-р Любомир Димитров, детски кардиолог (р.1966), който наследява и продължава професията.

## Професионален път
След дипломирането си с отличен успех 4.50 (през 50-те години на ХХ век е използвана петобалната система за оценяване), д-р Дойнова е разпределена в участъковата болница с 15 легла в село Марикостиново, Петричко. Последователно работи и в детското отделение на Околийската болница в гр. Петрич до началото на 1960 г.
След изтичане на срока на разпределението, от 8 март 1960 е назначена като участъков лекар в Детското отделение на XV софийска поликлиника, с главен лекар тогава д-р Митко Бозовски.
Май и юни 1961 г. специализира в детската клиника на ИСУЛ.
От септември 1961 г. е на индивидуално обучение в новооткритата III градска болница.
От 1961 започва целенасочена работа по детска кардиология.
Целият състав на клиничното детско отделение има отлична общопедиатрична подготовка, което им помага да сложат основите на детската кардиология в България.
На 14 и 16 септември 1961 г. са успешно сърдечно оперирани първите деца в Детското клинично отделение на ІІІ градска болница в София. Д-р Радка Дойнова, като курсист на индивидуална специализация е техен лекуващ лекар, който работи под ръководството на доц. Чавдар Драгойчев.
През 1962 г. д-р Дойнова защитава специалност педиатрия.
От месец март 1963 започва работа в Детското клинично отделение на ІІІ градска болница. Първоначално там са отделени две болнични стаи за деца с вродени сърдечно-съдови пороци.
През 1968 д-р Дойнова взима втора специалност „детска ревмокардиология“.

## Начало на детската кардиология и кардиохирургия
От 1962 до 1969 д-р Дойнова е ординатор на ДКО към ІІІ градска болница. По това време болницата е само „квартира“ на Националния център по сърдечно-съдови заболявания с кардиологична клиника за възрастни пациенти, кардиохирургична клиника с операционна и реанимация и съдова хирургия с отделна операционна. Към съществуващите клиники се добавя за първи път сектор за „Вродени сърдечни пороци при деца“ и за първи път се заговаря за перспективата и възможността секторът да се превърне в Детска кардиологична клиника.
През 60-те години на ХХ век ІІІ градска болница става известна като „кардиологичната болница“, а детската кардиология и кардиохирургия започва работа с 2 болнични стаи и постепенно кове своите кадри в битки за живота на малките си пациенти.
Д-р Радка Дойнова работи всеотдайно в детската кардиология от 1961 до пенсионирането си през 1993 година.
Заедно с професор Дария Величкова създават Асоциация „Детско сърце“, в подкрепа на деца със сърдечно-съдови заболявания и техните родители. Д-р Радка Дойнова до смъртта си през 2003 помага на малките пациенти чрез асоциацията.
Д-р Дойнова е автор на „Книга за моя живот“, в която разказва за началото на детската кардиология, за призванието да бъдеш лекар и да служиш вярно в Ескулаповия храм. Книгата излиза от печат след смъртта ѝ през 2003 г.

## Признание
Д-р Радка Дойнова е почетен гражданин на родния си град Габрово (посмъртно, с решение на Общинския съвет на Габрово №136 от 26 април 2007 г.) за нейния национален принос в развитието на детската кардиология и като основател на Асоциация „Детско сърце“.